# アビー・サイモン
アビー・サイモン（Abbey Simon, 1922年1月8日 - 2019年12月18日）は、アメリカのピアノ奏者。
ニューヨークの生まれ。5歳からピアノを学び、デヴィッド・サパートンの薫陶を受ける。その後、サパートンの伝手で10歳の時にカーティス音楽院に進学してヨゼフ・ホフマンに師事し、レオポルト・ゴドフスキーとハロルド・バウアーのレッスンも受けた。在学中の1940年にナウムバーグ国際音楽コンクールで優勝して演奏活動をはじめ、翌年に音楽院を卒業している。1960年から1974年までインディアナ大学の音楽学部で教鞭をとり、1977年からジュリアード音楽院のピアノ科教授となった。
録音は、米VOXレーベル他からショパン（練習曲集、前奏曲集、ソナタ#2,3、即興曲集、夜想曲集、スケルツォ集、バラード集、ワルツ集など）やシューマン（幻想曲、謝肉祭）、リスト、ブラームス、ラヴェル（ピアノ曲全集）、ラフマニノフ（協奏曲全集）などが出ている。